# فرودگاه آگوستینو نتو
فرودگاه آگوستینو نتو (به انگلیسی: Agostinho Neto Airport) یک فرودگاه همگانی با کد یاتا NTO است که یک باند فرود آسفالت دارد و طول باند آن ۴۵۰ متر است. این فرودگاه در کشور کیپ ورد قرار دارد و در ارتفاع ۱۰ متری از سطح دریا واقع شده‌است.